# Ponikve (gmina Cerknica)
Ponikve – wieś w Słowenii, w gminie Cerknica. W 2018 roku liczyła 27 mieszkańców.